# Teatinska cerkev, München
Teatinska cerkev ali Teatinska cerkev svetega Kajetana (nemško: Theatinerkirche St. Kajetan) je katoliška cerkev v Münchnu v južni Nemčija. Zgrajena je bila od leta 1663 do 1690, ustanovila sta jo volilni knez Ferdinand Maria in njegova žena Henriette Adelaide Savojska, kot znak hvaležnosti za rojstvo dolgo pričakovanega dediča bavarske krone, princa Makssimilijana II. Emanuela, leta 1662. Zdaj jo upravljajo dominikanski bratje in je znana tudi kot dominikanski samostan svetega Kajetana.
Cerkev je bila zgrajena v italijanskem visoko baročnem slogu, navdahnjena s Sant'Andrea della Valle v Rimu, ki jo je zasnoval italijanski arhitekt Agostino Barelli. Njegov naslednik, Enrico Zuccalli, je dodal dva 66-metrska stolpa, ki prvotno nista bila načrtovana in nato dokončal 71 metrov visoko kupolo leta 1690. Cerkev je dolga 72 metrov in 15,5 metrov široka. Fasado v rokoko slogu je leta 1768 dokončal François de Cuvilliés. Sredozemski videz in rumena barva sta postala znan simbol mesta in je imela velik vpliv na južno nemško baročno arhitekturo.

## Arhitektura
Ko se je 11. julija 1662 rodil kronski princ in kasnejši volilni knez Maksimilijan II. Emanuel, je Agostino Barelli iz Bologne prejel osnutek uredbe. Kot gradbišče za cerkev in samostan je bil izbran severovzhodni vogal križišča neposredno ob mestnem obzidju in Schwabingerških vratih, ki ležijo nasproti Rezidenz. Že 29. aprila 1663 so položili temeljni kamen. Barelli je vzel za model cerkev matere Teatincev, Sant'Andrea della Valle v Rimu. Med delom lupine je prišlo do nasilnih razprav med Barellijem in njegovim mestnim upraviteljem Antoniom Spinellijem, celo Teatinci in očetom izpovednikom Henriette, kar je končno pripeljalo do Barellijeve odpustitve. Agostino Barelli je lupino še dokončal do leta 1674 in nato zapustil München. Istega leta je umetniško vodstvo prevzel Enrico Zuccalli. Glavna usmeritev njegove dejavnosti je bilo oblikovanje zunanjosti. Zuccalli je določil obliko kupole in zelo nekonvencionalne stolpe.
Hkrati je odločno sodeloval tudi pri dekorativni ureditvi cerkvene notranjosti. Tudi leta 1674 so Giovanni Nicolò Perti in Antonio Viscardi ter Abraham Leuthner začeli s štukaturnimi deli. Notranjost ima bogato štukaturno dekoracijo, ki jo je izvedel Nicolò Petri (1685–1688), Wolfgang Leutner pa je bil odgovoren za štukature. Velika črna prižnica je delo Andreasa Faistenbergerja (1686). Na oltarjih so slike Casparja de Crayna, Carla Cignanija, Georga Desmaréesa in Joachima von Sandrarta. Za oltar iz leta 1722 je Balthasar Ableithner ustvaril kipe štirih evangelistov, večjih od naravne velikosti, kipa svetega Marka in svetega Janeza pa sta preživela uničenje v drugi svetovni vojni.
11. junija 1675 je bila cerkev sicer posvečena, a je bila v tistem času še kot lupina. Dolge razprave o končni izdelavi fasade so odložile zaključek; končnega rezultata ni bilo mogoče najti. Tako je Zuccalli nadaljeval najprej med letoma 1684 in 1692 po načrtih stolpov, leta 1688 pa je bila opremljena notranjost. Od leta 1692 do zaključka je vodenje projekta prevzel Viscardi. Henrietta Savojska ni doživela dokončanja cerkve, saj je umrla leta 1676.
Zunanja fasada Teatinske cerkve je bila še vedno nepopolna, saj kljub dolgim razpravam ni bilo mogoče doseči dogovora. Približno 100 let po odprtju leta 1765 je stari François de Cuvilliés naredil osnutek za fasado v slogu rokokoja s spremembami svetlobe, ki jih je dopolnil njegov sin François de Cuvilliés mlajši.
Konstrukcija samostana je bila izvedena v skladu z Zuccallijevim rokopisom, projekt je vodil mojster Lorenzo Perti. Cerkev in samostan sta tvorila velik štirikotnik.
Ko so leta 1817 podrli Schwabingerška vrata, je Teatinska cerkev postala glavna vizualna točka za gradnjo Ludwigstrasse. Fasada Ludvikove cerkve (Ludwigskirche) z dvema stolpoma je bila kasneje zgrajena kot ravnotežje Teatinski cerkvi, ki stoji diagonalno nasproti.

## Zgodovina
Teatinci so bili ugledni kot pastorji in učenjaki vse do konca 18. stoletja, ko se je začelo upadanje verske discipline in samostanskih financ. Volilni knez Maksimiljan IV. Josef, kasneje kralj Maksimilijan I. Josef Bavarski je zaprl samostan 26. oktobra 1801, to je pred sekularizacijo. Teatinska cerkev je ostala kolegijska cerkev, dvorna cerkev, v samostan pa so namestili tri volilne oddelke (ministrstva - finance, pravosodje in duhovne zadeve). Že leta 1799, to je pred ukinitvijo samostana, se je Oddelek za zunanje zadeve preselil v Teatinski samostan.
Med drugo svetovno vojno, zlasti v letih 1944/45, je bila cerkev bombardirana, zahodno krilo samostana pa uničeno. Uničen je bil tudi oltar ustanovne Teatinske cerkve (Antonio Zanchi, 1675), ki je bil donacija volilnega para. Restavriranje se je začelo leta 1946, leta 1955 pa je bilo v veliki meri zaključeno. Od leta 1954 so upravljanje prevzeli dominikanci kot cerkev svetega Kajetana. Obnova samostana je bila dokončana leta 1973. Od leta 2001 poteka celovita prenova, v kateri bo Teatinska cerkev dobila tudi novo zasnovo svetišča.

## Orgle
Cerkev ima tri orgle: glavne iz leta 1960/2009, ki so v pevski empori za oltarjem, antifonske orgle na desni strani (čez prižnico), zgrajene leta 1950 in orgle iz leta 2018. Prve orgle so bile zgrajene leta 1686, ko je bila cerkev prvič zgrajena. 
Antifonske orgle je leta 1782 zgradil Anton Bayr. Orgle, tako kot večji del Münchna, so bile poškodovane med zavezniškimi bombardiranji v drugi svetovni vojni in jih je leta 1950 obnovil lokalni graditelj orgel Carl Schuster.

## Nagrobniki
Majhna kapelica vsebuje grobove kralja Maksimilijana II. (reg. 1848-1864) in njegove soproge kraljice Marie. V kripti je tudi prinčeva grobnica, kjer so bili med drugim pokopani tudi pripadniki bavarske kraljeve družine:
- princesa Henriette Adelaide Savojska
- Ferdinand Maria, volilni knez Bavarske, (reg. 1651-1679)
- Maksimilijan II. Emanuel, volilni knez Bavarske, (reg. 1679-1726)
- Karel VII., sveti rimski cesar, (reg. 1726-1745)
- Maksimilijan III., volilni knez Bavarske, (reg. 1745-1777)
- Karel Teodor, volilni knez Bavarske, (reg. 1777-1799)
- kralj Maksimilijan I. Jožef Bavarski, (reg. 1799-1825)
- kralj Oton Grški (reg. 1832-1862);
- Luitpold, princ regent Bavarske, (reg. 1886-1912)
- princesa Aleksandra Bavarska
- Rupreht, princ Bavarske
- vojvodinja Maria Anna Josefa Bavarska
- vojvodinja Marie Gabriela Bavarska
- princ Heinrich Bavarski